# オニマタタビ
オニマタタビ（鬼木天蓼、学名: Actinidia chinensis）は、中国原産の果樹・薬用植物である。蜂によって受粉する。
別名はシナサルナシ（支那猿梨）。

## 生育地

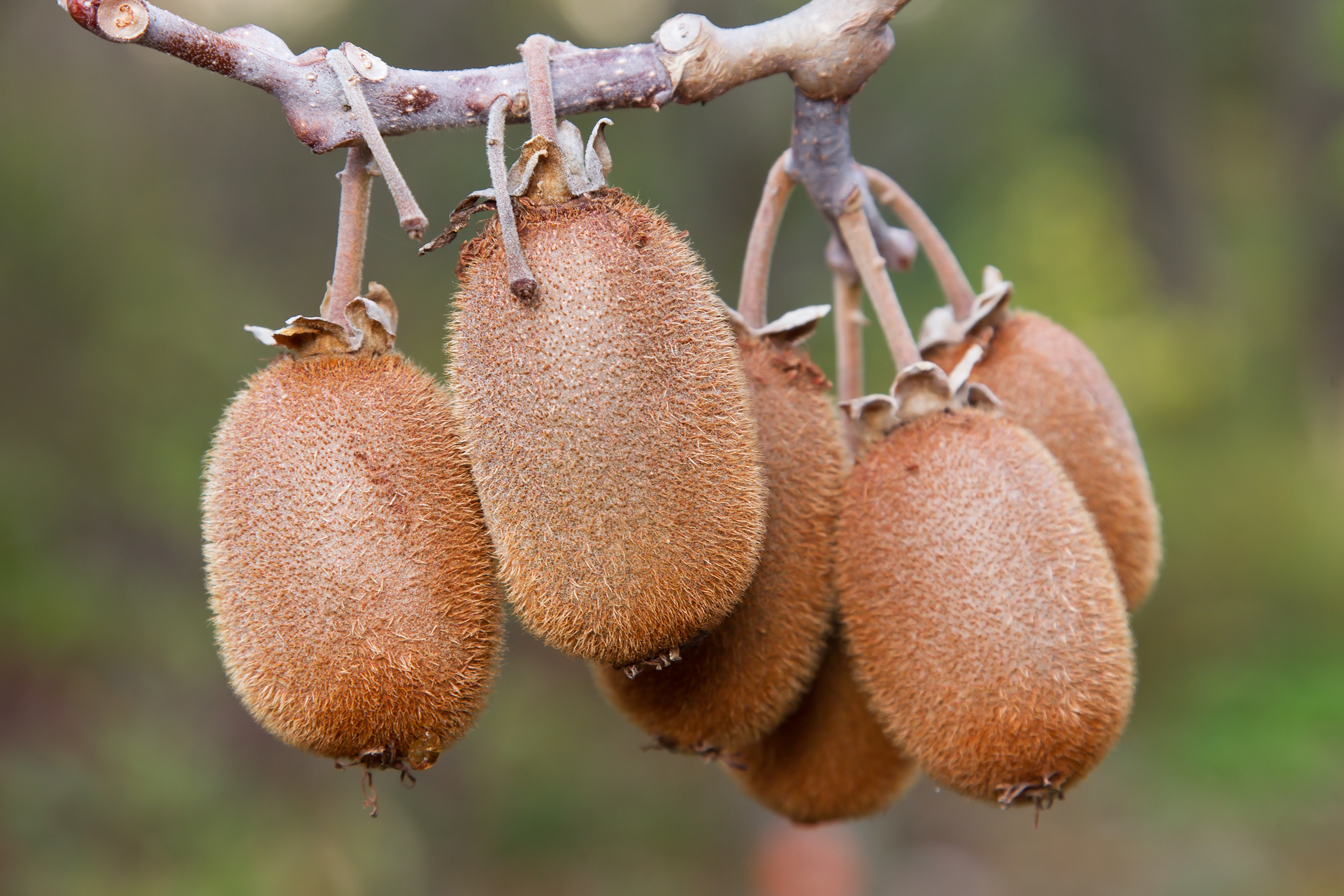
オニマタタビの果実

野生状態では、オニマタタビは茂みや密な森、里山、低木林地で生育する。オニマタタビは斜面を好み、標高200 - 230メートルまでの峡谷での生長も好む。

## 起源
オニマタタビの起源は、長江峡谷北部であると推測されている。現在の中国では、オニマタタビは南東部全域に分散している。
植物体ではなくハーバリウム標本がイギリスのプラントハンターであるロバート・フォーチュンによって王立園芸協会へ送られ、そこからジュール・エミール・プランションが新属名を1847年のLondon Journal of Botanyで命名した。ヴィーチ商会のために植物採集を行っていたチャールズ・マリーズは日本でオニマタタビについて書き留めたが、西洋の園芸への導入は、1900年に湖北省で採集した種子をヴィーチ商会へ送ったアーネスト・ヘンリー・ウィルソンによるものである。

## 利用
クルミほどの大きさの果実は食用となる。初めて商業的に栽培されたのはニュージーランドであった。現在はActinidia deliciosa（キウイフルーツ）に取って代わられている。
オニマタタビは伝統中国医学で使用される。